# Мінерали темні
Мінерали темні (рос. минералы темные, англ. dark minerals, нім. dunkle Minerale n pl) — те саме, що мінерали фемічні. Породотвірні мінерали з великим вмістом заліза та магнію: піроксени, амфіболи, біотит, рудні мінерали та ін.